# Pyrrhón z Élidy

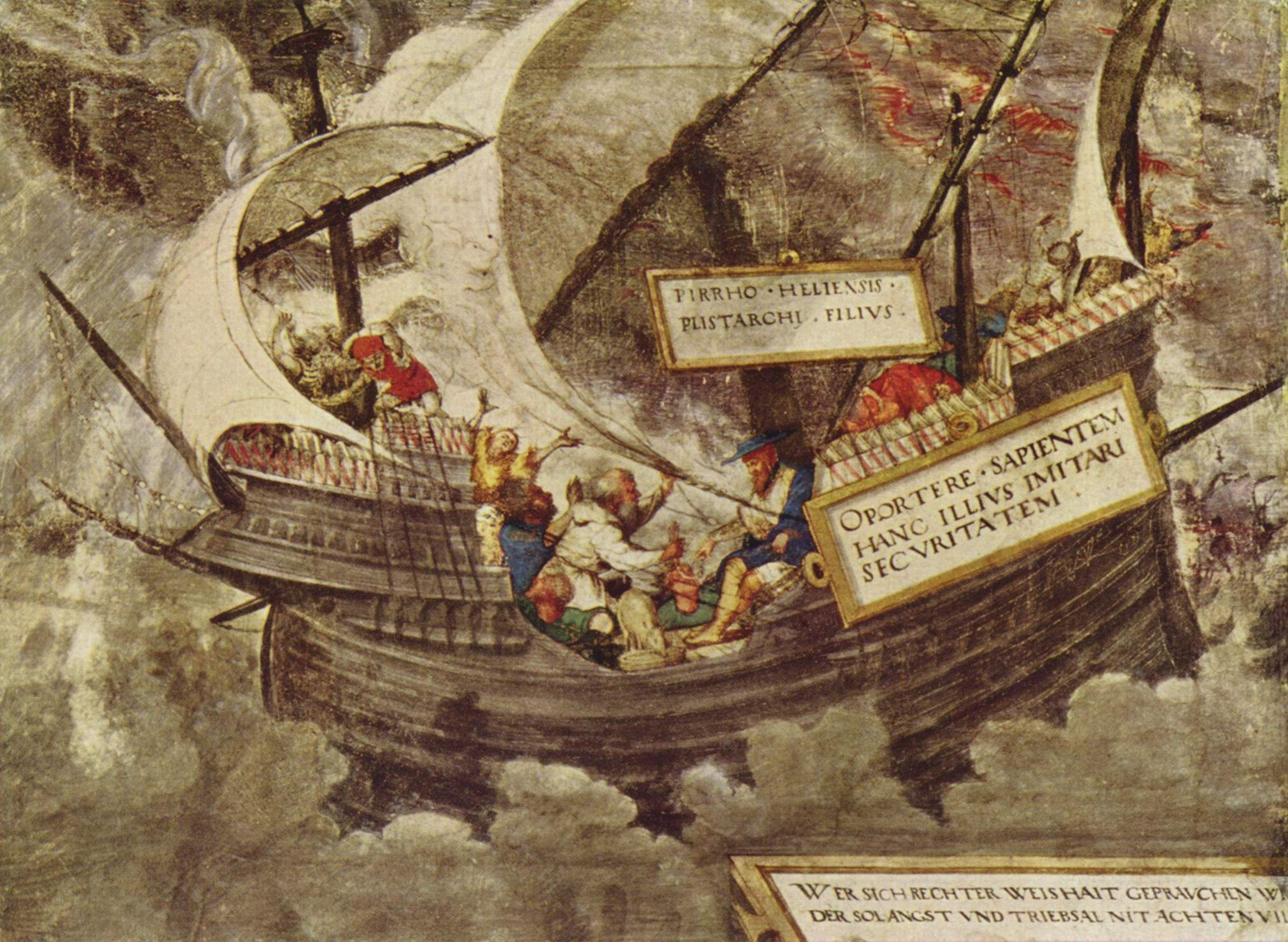
Pyrrhón na rozbouřeném moři
(Miniatura z rukopisu Petrarcy, kolem 1520)

Pyrrhón z Élidy (asi 360 př. n. l. ve Starověké Élidě – asi 260 př. n. l.) byl antický řecký filosof, považovaný za zakladatele pyrrhonismu a do jisté míry i skepticismu vůbec. Do jisté míry proto, že prvky skepticismu se objevovaly v různých filozofických směrech počínaje Homérem zhruba po šest staletí. Významné podoby nabyly zejména u sofistů (Protágorás z Abdér) a atomistů (Démokritos). Teprve Pyrrhón ale vše dokázal přetavit do podoby filosofické školy.

## Život
Původně byl malířem. Jinak o jeho životě není známo téměř nic, snad byl ovlivněn Démokritem a dalšími Abdéřany, např. Anaxarchem se kterým navštívil Indii, odkud načerpal inspiraci pro prvky své filosofie. Podle Diogena Laertia doprovázel krále Alexandra Velikého na jeho výpravách a podle Pausania měl v rodné Élidě pomník. Také z jeho díla se – kromě jedné oslavné básně na Alexandra – nic nezachovalo a nevíme ani, zda nějaké napsal. Jeho vliv byl patrně založen na neotřesitelném klidu a vyrovnanosti ve všech životních situacích, o čemž svědčí četné anekdoty. Tento vnitřní klid udělal velký dojem na jeho žáky a následovníky, jakými byli zejména lékař a filosof Sextus Empiricus, ale možná i Epikúros.

## Myšlení
Pyrrhónovou ústřední myšlenkou je nejistota jakéhokoliv poznání – jak smyslového, tak rozumového. Interpreti se neshodují v tom, zda ji Pyrrhón připisoval neuchopitelnosti a proměnlivosti skutečnosti samé, anebo – jako pozdější pyrrhonisté – omezenosti našich smyslů i rozumu. V obou případech ale moudrému člověku nezbývá, než se ve všem zdržet úsudku (řec. epoché). Jen tak může totiž dosáhnout vnitřního klidu (ataraxie) a štěstí (eudaimonia). Dle Horyny má skeptická nauka v Pyrrhónově podobě "nejčistší, neobsažnější a nejpůvodnější podobu."

### Tři základní otázky
Pro jeho skepsi jsou základním kamenem tři otázky:
1) Jaká je povaha věcí? (věcí myslel vše, co existuje)
Dle Pyrrhóna nic o povaze věcí nevíme, protože jejich povaha je neurčitá a neurčitelná. Vnímáme pouze to, jak se nám věcí jeví, ne jaká je jejich pravá podstata. Každý výrok se dá vyvážit opačným výrokem, který má stejnou váhu. Dochází tedy k isosthenii a nelze tak určit, který z výroků je správný.
2) Jak se máme k věcem chovat? (Jaký je náš postoj k nim?)
Protože je povaha věcí mimo dosah našeho poznání, musíme se k věcem chovat skepticky, nesoudit je a zdržet se úsudku, tj. zaujmout postoj epoché. Je třeba být vůči soudům o podstatě světa lhostejný (jsou to adiafora). Jedině tak dosáhneme blaženosti.
3) Co z tohoto postoje pro nás vyplývá?
Pokud se zdržujeme úsudku, můžeme dosáhnout nepohnutosti, neochvějnosti (ataraxia) a zbavit se utrpení skrze necitlivost (apatheia). Pyrrhón ale samozřejmě ví, že skeptik zkrátka nemůže žít praktický každodenní život bez jakéhokoliv souzení. Proto říká, že člověk má žít podle mravů země, k níž přináleží, při čemž nemá věřit v naprostou platnost takových zvyků a mravů. Skeptik tedy žije jako ostatní lidé, ale nepřisuzuje těmto hodnotám statut pravdy.